# Jean Luc
Jean Luc Gbayara Assoubre (ur. 8 sierpnia 1992 w Lakota) – iworyjski piłkarz występujący na pozycji pomocnika w Gimnàstic Tarragona.

## Statystyki klubowe
| Sezon   | Klub                | Kraj      | Liga               | Mecze | Bramki | Puchar krajowe | Mecze | Bramki |
| ------- | ------------------- | --------- | ------------------ | ----- | ------ | -------------- | ----- | ------ |
| 2012/13 | Villarreal B        | Hiszpania | Segunda División B | 9     | 1      | -              | -     | -      |
| 2013/14 | Gimnàstic Tarragona | Hiszpania | Segunda División B | 9     | 0      | Puchar Króla   | 1     | 0      |
| 2014/15 | Gimnàstic Tarragona | Hiszpania | Segunda División B | 27    | 2      | Puchar Króla   | 1     | 0      |
| 2015/16 | Gimnàstic Tarragona | Hiszpania | Segunda División   | 35    | 6      | Puchar Króla   | 1     | 0      |
| 2016/17 | Gimnàstic Tarragona | Hiszpania | Segunda División   | 22    | 2      | Puchar Króla   | 2     | 0      |
| 2017/18 | Gimnàstic Tarragona | Hiszpania | Segunda División   | 14    | 1      | -              | -     | -      |

Stan na: 22 kwietnia 2018 r.